# Сан Ђузепе (Савона)
Сан Ђузепе је насеље у Италији у округу Савона, региону Лигурија.
Према процени из 2011. у насељу је живело 386 становника. Насеље се налази на надморској висини од 340 м.